# 풍신은덕
뇨후루 펑션인더(만주어: ᠨᡳᠣᡥᡠᡵᡠ
ᡶᡝᠨᡤᡧᡝᠨᠶᡝᠨᡩᡝ Niohuru Fengšeninde, 한국 한자: 紐祜祿 豊紳殷德 뉴호록 풍신은덕, 1775년 ~ 1810년)은 청 제국의 인물로 건륭제 때의 대신 뇨후루 허션의 장자이자 건륭제의 부마이다. 만주 정홍기(正紅旗) 출신이다.

## 생애
1789년 건륭제의 막내딸 고륜화효공주와 혼인한 후 어전대신(御前大臣)을 거치며 승승장구하다가 1799년 건륭제의 죽음에 따른 화신의 탄핵과 자살로 가산이 몰수당하고 파직당하나 1802년 백련교도의 난 진압을 명받고 복직하여 공작까지 작위가 올라갔다.